# Dajići
Dajići (en serbe cyrillique : Дајићи) est un village de Serbie situé dans la municipalité d’Ivanjica, district de Moravica. Au recensement de 2011, il comptait 222 habitants.

## Démographie

### Évolution historique de la population
| 1948 | 1953  | 1961  | 1971 | 1981 | 1991 | 2002 | 2011 |
| ---- | ----- | ----- | ---- | ---- | ---- | ---- | ---- |
| 943  | 1 007 | 1 101 | 947  | 615  | 424  | 313  | 222  |

|  |